# 杉本龍造
杉本 龍造（すぎもと りゅうぞう、1913年（大正2年）1月8日 - 1997年（平成9年）2月10日）は、日本の政治家。三重県鈴鹿市長を務めた。

## 年譜
河芸郡箕田村（現在の鈴鹿市）出身、家業は代々続いた造り酒屋で屋号は箕田屋と言われていた。夫人も四日市市の造り酒屋から輿入れしている。
1946年（昭和21年）に33歳の若さで鈴鹿市の2代目市長に就任。戦後（戦争中も含めて）初めての官選市長として全国的に最長となる（29年間）の市長を務めた。就任中は、ほとんど対抗馬が現れず、地元では名市長として名高い。途中2度ほど対抗馬が出馬したが相手は身内（従兄弟関係）であった。私利私欲に走らず財をすべて投げ出して市民や地元の発展に寄与し、退職時においても退職一時金1億2千万円余を辞退したと言われている。市長になってからは神戸竪町（現在の神戸）に居を構えた。神戸龍光寺の檀家長だったが、そこの住職が後の鈴鹿市長の衣斐賢譲であった。
元々鈴鹿市は戦前軍都（鈴鹿海軍航空隊、海軍工廠、陸軍工廠、陸軍航空隊）として設立されたため、戦後、多くの国有地の軍事施設跡地が残った。戦後、それらの軍事施設跡地を工業用地に転換を図ることに尽力したが、全国に先駆けて「工場設置奨励条例」を制定するなど、広大な軍事施設跡地に次々と大企業を誘致することに成功し、誘致する無公害の企業ばかりの誘致に努力した。本田技研工業工場の誘致にあたっては、他の自治体が夜席を設けるなど、接待攻勢で本田宗一郎を口説こうとする中、杉本は土地の優位性を説明するなど、本田が杉本の誠実な人柄に鈴鹿への進出を決めたというエピソードが残っている。
誘致企業として代表的なものとして本田技研工業、鈴鹿サーキット、旭化成、カネボウ、大東紡、呉羽紡、等であった（紡績産業の衰退により現在跡地は大学やイオンモール鈴鹿などの大きなショッピングセンターになっている）。当時四日市の市長が四日市ぜんそく（四日市公害）の市長として有名であったのに対して、鈴鹿の市長がサーキットの市長として全国的に有名であった。